# خان أجري بل دلاك
خان أجري بل دلاك (بالفارسية: کاروانسرای آجری پل دلاک) خان تاريخية تعود إلى عصر السلالة الصفوية، ويقع في مقاطعة قم.